# Tour de l'Horloge de Baix
La tour de l'Horloge de Baix est une tour située en France sur la commune de Baix, dans le département de l'Ardèche en région Rhône-Alpes.
Elle fait l'objet d'une inscription au titre des monuments historiques depuis le 5 décembre 1984.

## Localisation
La tour est située sur la commune de Baix, dans le département français de l'Ardèche.

## Historique
L'édifice est inscrit au titre des monuments historiques en 1984.